# Ніжинський агротехнічний інститут
Відокремлений підрозділ Національного університету біоресурсів і природокористування України «Ніжинський агротехнічний інститут» — вищий навчальний заклад III рівня акредитації розташований у місті Ніжині за адресою вулиця Шевченка, 10.

## Історія
Хронологія:
- 1895 — 1 липня засноване Ніжинське ремісниче училище.
- 1900 — 1 липня його перейменовано в Ніжинське нижче технічне училище ім. А. Ф. Кушакевича.
- 1920 — На базі училища створено Ніжинський політехнікум.
- 1922 — Політехнікум реорганізовано в хіміко-механічний технікум, а згодом — в агротехнікум з відділенням сільськогосподарського машинобудування.
- 1929 — Агротехнікум реорганізовано в індустріальний технікум.
- 1933 — Створено Ніжинський технікум механізації сільського господарства.
- 1993 — Наказом Міністерства сільського господарства і продовольства України від 04.08.93 р. № 214 технікум реорганізовано в Ніжинський агротехнічний коледж.
- 1996 — Постановою Кабінету Міністрів України від 23.04.96 р. № 448 коледж передано до сфери управління Національного аграрного університету.
- 2000 — Наказом ректора Національного аграрного університету від 08.06.2000 р. № 213 створено Ніжинський агротехнічний інститут Національного аграрного університету.
- 2001 — Постановою Кабінету Міністрів України від 16.05.2001 р. № 508 утворено Ніжинський агротехнічний інститут, що діє в складі Національного аграрного університету.
- 2005 — рішенням ДАК від 21.06.2005, протокол № 56 (наказ МОН України від 30.06.2005 р. № 1858-Л) інститут визнано акредитованим в цілому за третім рівнем.
- 2006 — наказом ректора Національного аграрного університету від 19.06.2006 № 392 створено відокремлений структурний підрозділ Національного аграрного університету «Ніжинський агротехнічний інститут».
- 2008 — Постановою Кабінету Міністрів України від 30.10.2008 р. № 945 та наказом Національного університету біоресурсів і природокористування України від 15.12.2008 р. Відокремлений структурний підрозділ Національного аграрного університету «Ніжинський агротехнічний інститут» перейменований у Відокремлений підрозділ Національного університету біоресурсів і природокористування України «Ніжинський агротехнічний інститут».

## Організаційна структура
Ніжинський агротехнічний інститут має такі основні навчальні структурні підрозділи:
- два факультети: інженерії та енергетики, економіки, менеджменту та логістики;
- відділення довузівської підготовки;
- 10 кафедр:
загальнотехнічних дисциплін;
прикладної математики і моделювання;
експлуатації машин і технічного сервісу;
електрифікованих технологій в аграрному виробництві;
життєдіяльності людини;
аграрної економіки;
менеджменту та логістики;
бухгалтерського обліку, аналізу та аудиту;
транспортних технологій;
соціально-гуманітарних дисциплін.
- навчально-науково-виробничий підрозділ (ННВП).

## Викладачі та студенти
У Ніжинському агротехнічному інституті працюють 64 штатних науково-педагогічних працівники, 61 педагогічний працівник, 148 інших працівників, 15 майстрів виробничого навчання.
Серед викладачів, що забезпечують навчальний процес: докторів наук — 17, кандидатів наук — 77, професорів — 17, доцентів, старших наукових співробітників — 50, викладачів-методистів — 7, старших викладачів — 15, викладачів вищої категорії — 37, першої категорії — 16 осіб. Державні нагороди, почесні звання та інші відзнаки мають 36 осіб.
На факультетах навчається 1 603 студенти: 753 студенти стаціонару, з них 317 — за умов договору та 876 студентів заочної форми навчання, з них 737 — за умов договору.
На відділенні з підготовки молодших спеціалістів навчається 587 студентів: 561 студент стаціонару, з них 246 — за умов договору та 26 студентів заочної форми, які навчаються за умов договору.

## Інфраструктура та технічна база
Заклад має 6 навчальних корпусів загальною площею 27320 квадратних метри, 3 гуртожитки на 760 місць; 61 навчальну лабораторію; 29 кабінетів, 9 комп'ютерних класів, що містять 156 комп'ютерів, 2 класи для дистанційної освіти.
Є бібліотека з книжковим фондом 90 573 примірників, понад 25 тисяч назв книг, журналів та іншої друкованої продукції, 2 читальних зали на 115 місць у навчальному корпусі.
Практичне навчання здійснюється на навчально-науково-виробничому підрозділі, у який входить лабораторія рослинництва, що має земельних угідь всього 1052 гектарів, у тому числі 698,24 ріллі, лабораторія тваринництва з навчальною фермою з поголів'ям 69 голів великої рогатої худоби, та навчальною фермою з поголів'ям свиней — 204 голови, лабораторія технологічного і технічного обслуговування, що включає в себе машинно-тракторний парк, лабораторія діагностування і ремонту, насіннєочисний комплекс лабораторії переробки сільськогосподарської продукції.
Інститут має 3 студентські гуртожитки на 760 місць. Студенти мають змогу харчуватися в студентській їдальні на 200 місць, яка розміщена безпосередньо в центральному навчальному корпусі інституту. Працює буфет.
В інституті функціонує медичний пункт Ніжинської центральної міської лікарні, який на 100 % забезпечений медичними препаратами та обладнанням за кошти спеціального фонду інституту. Медичне обслуговування здійснюється фельдшером. Обладнано маніпуляційний кабінет, 3 ізолятори.
В інституті діють 9 колективів художньої самодіяльності: хор «Народне джерело», танцювальний ансамбль «Перлина Полісся», духовий ансамбль «Акцент», студія дитячого танцю при ансамблі «Перлина Полісся», фольклорний ансамбль «Черемшина», драматична студія «Феєрія», естрадний і вокальний ансамблі, ансамбль народної музики «Троїсті музики», студія сучасного танцю «Аструм», у яких задіяні 227 студентів денної форми навчання.
Нині в інституті діє 10 спортивних секцій:
- волейбол (жінки), керівник Чередник Світлана Андріївна;
- волейбол (чоловіки), керівник –Поладич Петро Йосипович;
- баскетбол (чоловіки), керівник –Кузьмін Віктор Васильович;
- легка атлетика (чоловіки), керівник — Сахно Володимир Костянтинович;
- легка атлетика (жінки), керівник –Хоменко Дмитро Олександрович;
- настільний теніс, керівник –Лисенко Сергій Григорович;
- футбол, керівник — Лазарєв Микола Іванович;
- гирьовий спорт, керівник — Марущак Павло Дмитрович;
- збірна викладачів, керівник — Нечваль Світлана Іванівна;
- шахи, керівник — Нечваль Світлана Іванівна.

У даних секціях займаються 420 студентів.

## Випускники
- Куриленко Дмитро Олександрович (1992—2014) — солдат Збройних сил України, учасник російсько-української війни.